# Кхам Наї
Кхам Наї (1830–1858) — десятий володар королівства Тямпасак за умов сіамської окупації.
Був третім сином короля Хуая. 1856 року сіамський король Монгкут призначив його новим королем Тямпасаку. Його правління тривало до 1858 року, після чого Кхам Наї помер, і в країні знову почався період міжцарства. 1863 року новим королем Тямпасаку став брат Кхам Наї Кхам Сук.